# Nongpoh
Nongpoh è una suddivisione dell'India, classificata come town committee, di 13.165 abitanti, capoluogo del distretto di Ri Bhoi, nello stato federato del Meghalaya. In base al numero di abitanti la città rientra nella classe IV (da 10.000 a 19.999 persone).

## Geografia fisica
La città è situata a 25° 53' 60 N e 91° 52' 60 E e ha un'altitudine di 484 m s.l.m..

## Società

### Evoluzione demografica
Al censimento del 2001 la popolazione di Nongpoh assommava a 13.165 persone, delle quali 6.742 maschi e 6.423 femmine. I bambini di età inferiore o uguale ai sei anni assommavano a 2.808, dei quali 1.451 maschi e 1.357 femmine. Infine, coloro che erano in grado di saper almeno leggere e scrivere erano 7.985, dei quali 4.219 maschi e 3.766 femmine.